# Ponta Grossa Sul
Ponta Grossa Sul é uma das vinte e sete sub-bacias presentes na cidade brasileira de Porto Alegre que compõem a bacia hidrográfica do Lago Guaíba. Possui uma área de 1,23 km², sendo uma das menores do território do município.
Leva esse nome por estar situada na porção sul do Morro da Ponta Grossa, no bairro homônimo, desembocando suas águas na orla sul do morro (a praia da Ponta Grossa) em diversos pontos. A porção norte abrange, por sua vez, a sub-bacia Ponta Grossa Norte, de 0,71 km².
A maior parte de seus cursos e corpos d'água estão situados em áreas particulares, como residências, chácaras, sítios e clubes campestres (como o Parque La Salle). 
Ainda que tenha havido obras de canalização para a abertura de vias e ocupação humana, a Ponta Grossa Sul conserva-se em grande parte em seu estado natural. 

## Plano Diretor de Drenagem Urbana
Em 2009, o DEP (Departamento de Esgotos Pluviais) incluiu a Ponta Grossa Sul entre as sub-bacias do município a serem estudadas na chamada terceira etapa do Plano Diretor de Drenagem Urbana do Município. Esse plano visa ao fornecimento de diretrizes técnicas e ambientais para a solução de problemas relacionados à drenagem.